# Alexandre Ansaldi
Pour les articles homonymes, voir Ansaldi (homonymie).
Alexandre Ansaldi, né le 6 avril 1908 à Nice et mort 27 avril 2000 à Montauban, est le nom d’un probable mystificateur mégalomane ayant convaincu plusieurs villes de faire baptiser des rues à son nom. Le personnage se revendique philosophe au titre d’un livre de maximes qu’il a écrit, peintre, et prince, se faisant appeler S.A.S..
Le titre de prince est censé remonter à 1870, date à laquelle le roi Victor-Emmanuel II d’Italie aurait anobli André son serrurier : « Louis-Eugène Alexandre de Ansaldi » aurait hérité du titre à sa naissance le 6 avril 1908.
Selon Marguerite et Roger Isnard : « Georges Mathiot avance une hypothèse selon laquelle le nom [de l’avenue Ansaldi de Nice] pourrait honorer aussi le prince Alexandre de Ansaldi, savant et philanthrope, filleul de Maurice Maeterlinck [1862-1949] et fils naturel du roi Victor-Emmanuel II. Il serait né au 31 boulevard Riquier, où une plaque indique : « Ansaldi est né dans cette maison le 6.4.1908 ». Ce serait une belle histoire. » Victor-Emmanuel II est en fait mort en 1878...

## Biographie
Un Alexandre Ansaldi présente un système de voilure pour les parachutes à l’Académie des sciences en 1937. Lors de la séance du 13 décembre 1937, son idée est exposée : « M. Alexandre Ansaldi adresse une note dans laquelle il propose de remplacer la grande voilure unique des parachutes actuellement en usage par une série de dix voilures dix fois plus petites suspendues en chapelet les unes à la suite des autres. Il expose les avantages qu'il attribue à cette disposition. »
Une brochure de 22 pages attribuée à Alexandre Ansaldi intitulée La «Marseillaise» nouvelle paraît en 1968 et semble être une nouvelle version de La Marseillaise de Rouget de Lisle.
Un mystérieux Comité d'action du groupe littéraire d'études ansaldistes (Paris / Genève) publie en 1971 un recueil intitulé Ansaldi. Maximes et pensées....

## Hommages

### Odonymes

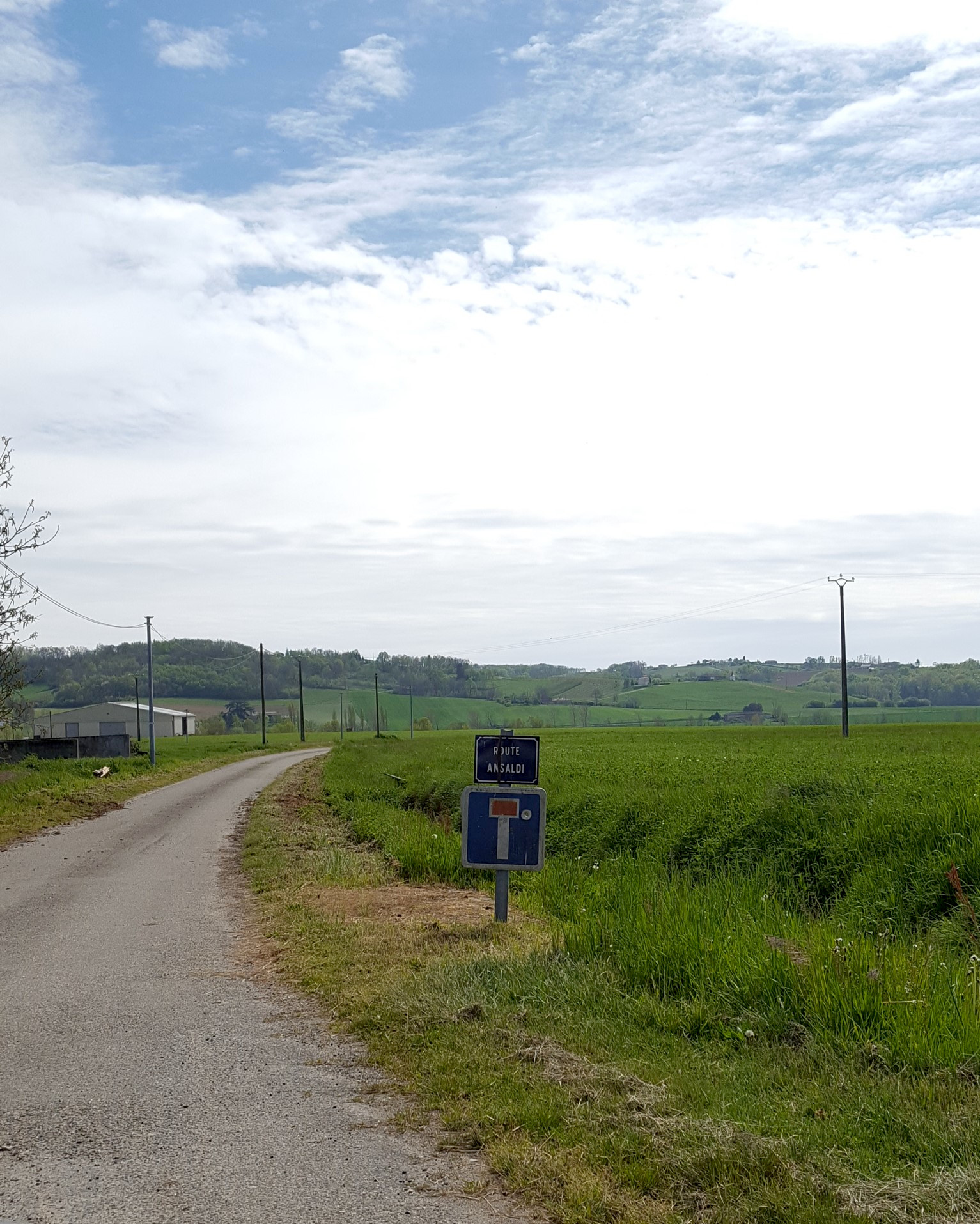
Route Ansaldi sur la commune de Vazerac en Tarn-et-Garonne

De nombreuses villes ont dénommé certaines de leurs voies du nom d’Alexandre Ansaldi alors que sa notoriété est sujette à caution et que sa vie et son œuvre sont inconnues.
Les communes ayant un boulevard, une rue ou une impasse Alexandre-Ansaldi sont notamment :
- Charleroi (Belgique)

À Charleroi, la rue Alexandre Ansaldi est tracée au début des années 1990 entre la Grand-Rue et le centre commercial Ville 2. Une brochure éditée en 1996 par La Nouvelle Gazette indique qu'Ansaldi serait né en 1938, de nationalité française, journaliste, écrivain et philosophe faisant partie d'un « cénacle de trente-trois philosophes de réputation internationale ».
- Draguignan

- Marseille

À Marseille (14e arrondissement), le chemin de Sainte-Marthe au Merlan est nommé à son nom en 1990, bien qu'on trouve trace d'un abandon provisoire en 2003, où un document d'urbanisme mentionne le « chemin de Sainte-Marthe au Merlan (ex avenue Alexandre Ansaldi) ».
Des citoyens ont porté l’affaire devant  la juridiction administrative mais on a appris en 2013 qu’ils avaient été déboutés au motif qu’ils n’étaient pas riverains de l’avenue Alexandre-Ansaldi[source insuffisante].
Garo Hovsepian, maire (1998-2014) du septième secteur de Marseille (secteur regroupant les 13e et 14e arrondissements de Marseille), a suggéré de commencer par retirer la mention philosophe de la plaque de rue[source insuffisante].
La voie a été renommée avenue de la marche pour l'égalité et contre le racisme le 29 novembre 2024.
- Montréal (Québec)[12]
- Nice

Il existe à Nice une avenue Ansaldi allant de la route de Bellet au boulevard de la Madeleine.
Marguerite et Roger Isnard indiquent : « C’est une ancienne voie privée dont le nom proviendrait du comptable et lotisseur de la propriété Robiony dans laquelle elle a été tracée vers 1898».
Ce serait  pendant le tournage d’Un petit prince de Radovan Tadic (1985) consacré à un mystificateur se faisant appeler « Alexandre Ansaldi » que le prénom Alexandre aurait été ajouté sur la plaque de rue.
- Perpignan
- Royan
- Toulouse

La commune de Vazerac en Tarn-et-Garonne a également baptisé le chemin menant à sa maison route Ansaldi.

### Plaques commémoratives
Des plaques commémoratives ont pu être apposées à l’initiative du seul intéressé.
- Nice

On trouve à Nice, 31, boulevard Riquier (quartier de Riquier) une plaque « Ansaldi est né dans cette maison le 6.4.1908 ».
- Paris

On trouve  à Paris, 75, rue La Fayette une plaque « ANSALDI a habité une mansarde dans cet immeuble », cet Ansaldi pouvant être rapproché d’Alexandre Ansaldi compte tenu du fait qu’un « Cercle ansaldiste » donne cette adresse en 1941.
L’ouvrage publié en 1984 par la préfecture de Paris ne mentionne pas cette plaque commémorative.